# Herrnhuter Losungen

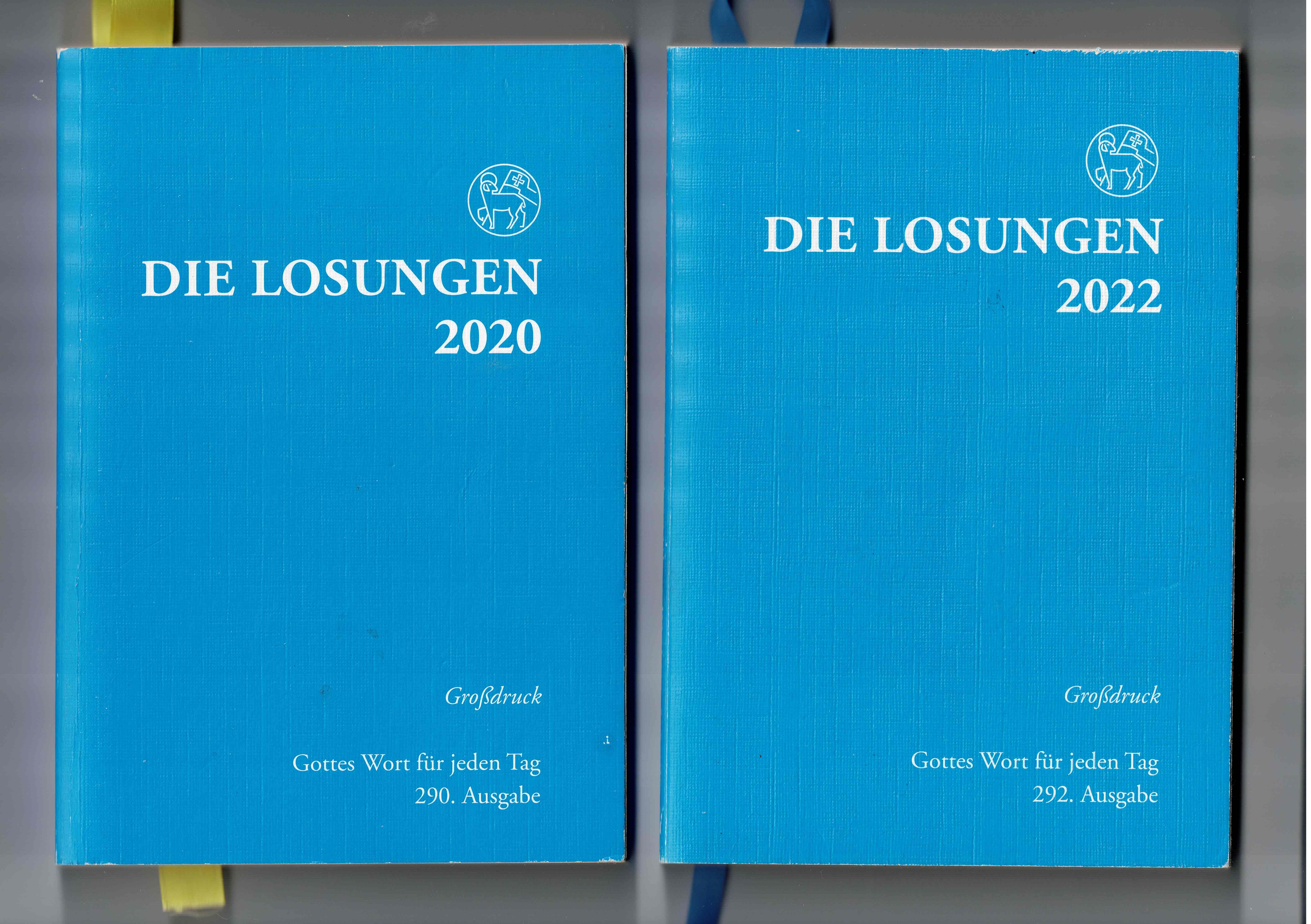
Die Losungen 2020 und 2022

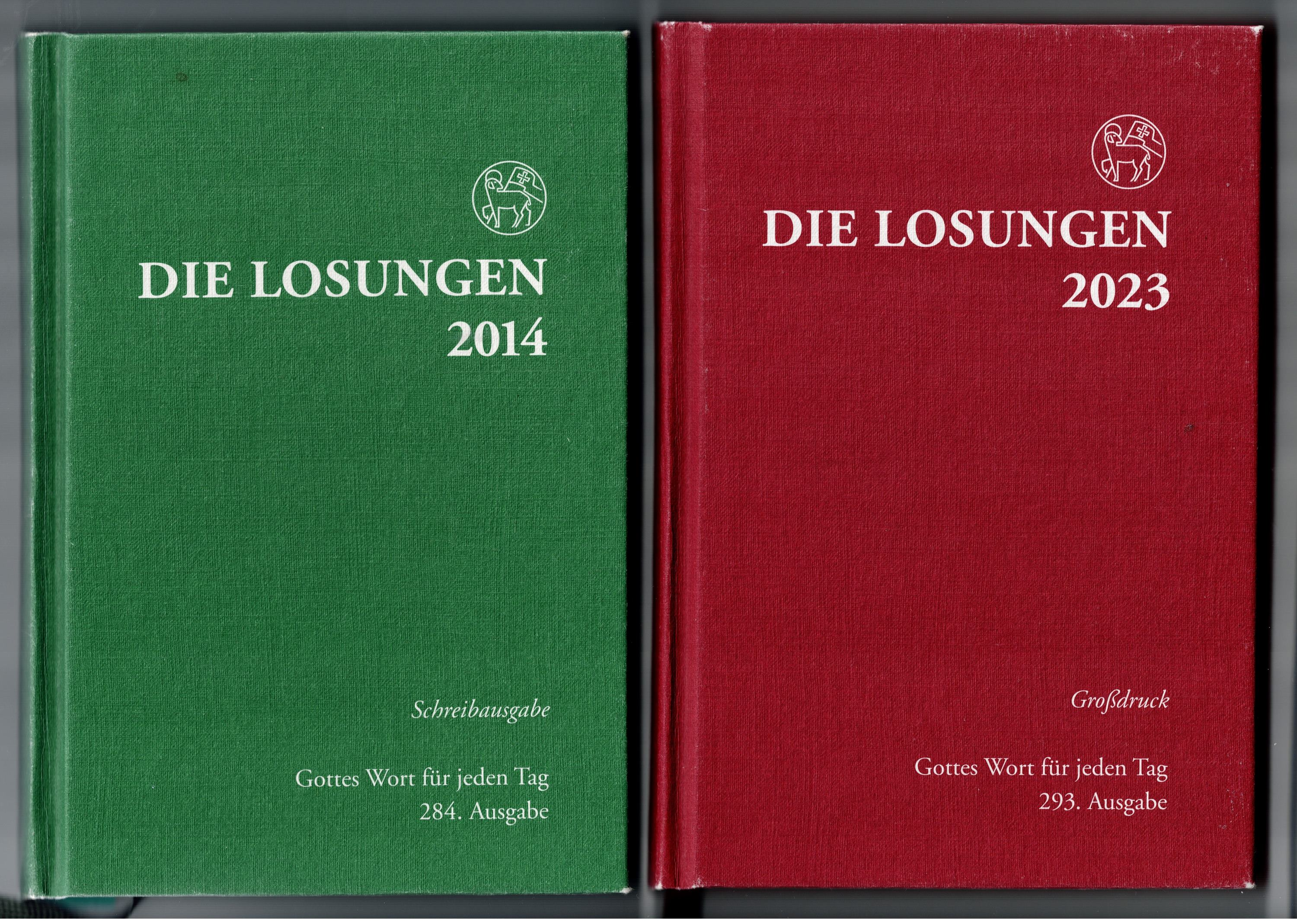
Die Losungen 2014 und 2023

Die Herrnhuter Losungen bestehen aus einer Sammlung von kurzen Bibeltexten des Alten und des Neuen Testamentes sowie Dritt-Texten (z. B. Liedstrophen) für jeden Kalendertag. Sie werden jährlich in verschiedenen Sprachen herausgegeben. Sie gelten als überkonfessionell, da sie für alle Christen, gleich welcher Konfession, verfasst werden.

## Entstehung

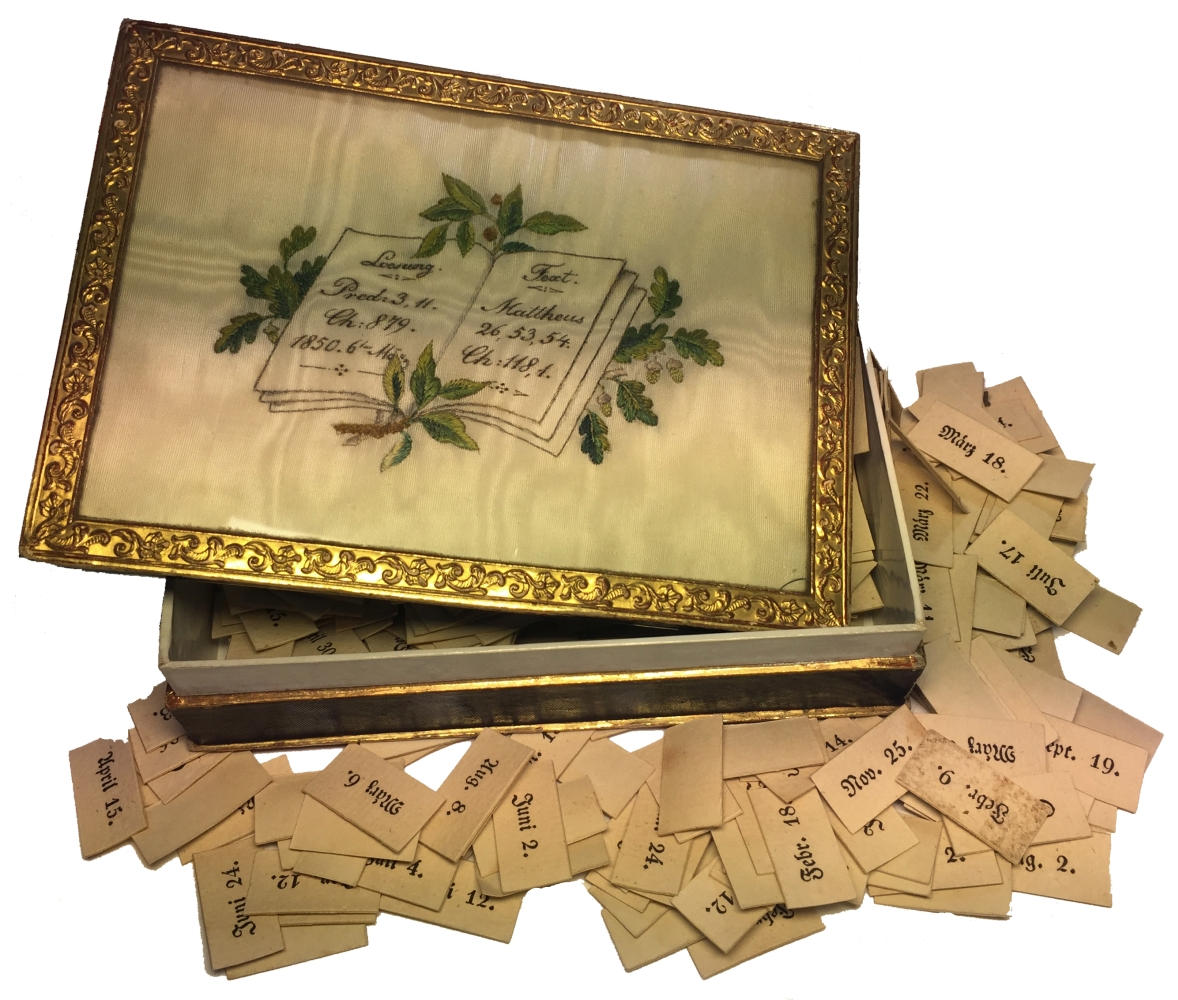
Ziehkästchen mit 366 datierten Losen von 1850

Die Entstehung der Losungen ist Nikolaus Ludwig von Zinzendorf zu verdanken, der der Brüdergemeine in der gewohnten „Singstunde“ am 3. Mai 1728 die erste Losung mit auf den Weg gab: „Liebe hat ihn hergetrieben, Liebe riß ihn von dem Thron, und ich sollte ihn nicht lieben?“ Wohl von diesem Zeitpunkt an ging ein Bruder jeden Morgen in jedes der 32 Häuser des Ortes und trug die Losung des Tages vor, dabei wurde nicht nur die Losung ausgetauscht, sondern auch eine regelrechte Seelsorge betrieben. Der betreffende Bruder trug am Abend in der Singstunde die Fürbitten und Anliegen der Brüdergemeine vor. Mit Herausgabe der ersten gedruckten Version 1731 wurde die Tageslosung nicht mehr jeden Tag, sondern für ein ganzes Jahr in Herrnhut gezogen. Christian David hat dieses Ziehen der Losungen für das ganze Jahr im Jahre 1735 so beschrieben, dass zum Ausgang des Jahres eine außergewöhnliche Versammlung im Beisein der Ältesten stattfindet, wobei Brüder und Schwestern jeder Klasse zugegen sind und jede Tageslosung gezogen wird. Die Losungen im Sinne des Grafen von Zinzendorf: „Losungen sind das, was man im Kriege die Parole nennt, daraus sich Geschwister ersehen können, wie sie ihren Gang nach einem Ziele nehmen können.“ Die Grundform des Bibelworts und des Gesangbuchverses wurde schon 1731 vorgegeben. Die andere Form war ein Gesangbuchvers mit Hinweis auf einzelne Bibelstellen, welcher später weggefallen ist. Bemerkenswert ist, dass viele Leser der Losungen durch deren Lektüre zum täglichen Bibellesen gekommen sind.

### Die Herrnhuter Losungen in der Zeit des Nationalsozialismus
Im Jahre 1943 wurde die Zuteilung von Papier verwehrt, sodass die Herrnhuter Brüdergemeine eine großzügige Papierspende von den Brüdern aus Schweden bekam. Allerdings wurde auch nach Eintreffen des Papiers die notwendige Druckerlaubnis nicht erteilt. Erst nachdem die Brüdergemeine den schwedischen Forscher Sven Hedin um Hilfe bat, der dann einen Brief an Joseph Goebbels schrieb, wie sehr ihm das Erscheinen der Losungen am Herzen liege, wurde im Oktober 1943 die Druckerlaubnis für die Losungen der Jahre 1943, 1944 und 1945 erteilt. Als Antwort schrieb Goebbels am 1. April 1943 an Sven Hedin:

„Auf Ihr Schreiben vom 20. März bin ich wieder wie im vergangenen Jahre trotz der sehr eingeschränkten Druckkapazitäten im Reiche gerne bereit, die Herstellung der ‚Losungen und Lehrtexte der Brüdergemeinde‘ zu genehmigen. Ich freue mich besonders, Ihnen damit einen persönlichen Wunsch erfüllen zu können.“

### Die Herrnhuter Losungen in der Zeit der DDR
Von den 720.000 Exemplaren 1946 für Gesamtdeutschland waren 145.000 für die SBZ bestimmt. 1947 und 1948 waren es 320.000 von 1,1 Millionen Stück insgesamt, wobei die Auflage nicht durch die Nachfrage, sondern durch den Papiermangel begrenzt wurde. In der DDR konnten die Losungen dann in einer Auflage von 350.000 Exemplaren erscheinen. Die staatliche Erlaubnis zum Druck und zur Einfuhr des Papiers für das Folgejahr wurde bis in die 1950er Jahre erst zum Jahresende erteilt. Danach begutachteten Zensoren, die seit 1963 der Hauptverwaltung Verlage und Buchhandel beim Ministerium für Kultur zugeordnet waren, zwei Jahre im Voraus die Manuskripte. Die Kosten für die Gutachtertätigkeit waren von der Evangelischen Verlagsanstalt Leipzig zu tragen. So beanstandete bspw. Gerhard Bassarak an den Losungen 1972 Verse eines Liedes:

„Schon Vers 1 mit der Aufforderung, ‚bei uns Recht und Treu‘ zu mehren[,] ist genügend missverständlich. Vers 2 aber ideologisch noch problematischer: Freiheit, Frieden, Recht.“

Direkte Verbote bereits geloster Verse gab es wohl nicht. Gleichwohl kam es zu wiederholten Beanstandungen der Erwähnung von in biblischen Kontexten erwähnten „Gottlosen“, denen die Gemeine Rechnung trug, indem sie diese „anstößigen“ Sprüche aus dem Los-Pool entfernte. Dritttexte wurden durch die Zensoren von „allzu westlichen oder dekadenten Tendenzen“ und „[f]romme[n] Klagen über die Welt“ gesäubert. Nicht immer folgte das Ministerium für Kultur den vorgelegten Gutachten. Direkten Einfluss auf die Gestaltung der Dritttexte hatte die Besetzung der Stelle des Losungsbearbeiters mit dem staatsloyalen Theologen Wolfgang Caffier, danach 1988 mit Christian Weber, der mit der Stasi zusammengearbeitet hatte. Andererseits übte eine „entscheidende Vorzensur […], dank einschlägiger Erfahrung und um ‚Missverständnisse‘ im Vorfeld auszuräumen, der Verlag aus“. So stand dem klaren Problembewusstsein bei der Brüdergemeine ein begrenzter Handlungsspielraum gegenüber, der von dem Widerspruch zwischen verfassungsmäßiger Pressefreiheit und tatsächlicher Zensur und Selbstzensur geprägt war.

## Zusammenstellung
Durch Auslosen wird für jeden Tag des Jahres ein alttestamentlicher Vers aus einer Sammlung von 1824 Versen festgelegt, der dem Leser als Leitwort oder guter Gedanke für den Tag dienen kann. Aus dem Neuen Testament wird durch einen Mitarbeiter der Herrnhuter Brüdergemeine ein so genannter „Lehrtext“ gewählt, der üblicherweise in direktem oder thematischen Bezug zu dem gelosten alttestamentlichen Vers steht. Ebenfalls wird durch die Mitarbeiter ein passendes Lied oder Gebet, der „Dritte Text“ ausgesucht.
Zusätzlich angefügt sind
- eine Lesung, die sich auf das Kirchenjahr bezieht (Kirchenjahreslese);
- eine Bahnlesung der Ökumenischen Arbeitsgemeinschaft für Bibellesen, die in vier Jahren durch das ganze Neue Testament und in acht Jahren in Auswahl durch das Alte Testament führt.

Für Sonntage und kirchliche Festtage sind noch der jährlich wiederkehrende Wochenspruch, der Wochenpsalm und der Predigttext angegeben.
Die Jahreslosung – ein biblisches Wort für das ganze Jahr – wird zwar in der Losung vermeldet, entstammt aber nicht der Tradition der Brüdergemeine. Sie wird von der Ökumenischen Arbeitsgemeinschaft für Bibellesen im Voraus festgelegt und verantwortet.

## Ausgaben
Die Losungen erscheinen in verschiedenen Druckausgaben und auf elektronischen Medien. Seit 2009 gibt es neben der normalen Ausgabe und der Großdruck-Ausgabe auch eine spezielle für junge Leute mit Platz für Notizen. Zudem wurde speziell für diese Zielgruppe eine neue Internet-Seite gestartet. Daneben gibt es eine Ursprachen-Ausgabe, in der der alttestamentliche Vers auf Hebräisch (ggf. Aramäisch) und der neutestamentliche Vers auf Griechisch zu lesen sind, ergänzt um einen lexikalisch-grammatikalischen Sprachschlüssel als Übersetzungshilfe. Mitherausgeber ist Johannes Luithle. Die Tages-, Wochen- und Monatslosung wurde bis 2016 auch als RSS-Feed bereitgestellt.
Seit 2013 werden die Losungen zudem in Brailleschrift (alternativ auch in verständlicher Sprache mit Erklärungen) und als CD im DAISY-Format (zusätzlich mit fortlaufender Bibellese und täglicher Andacht aus dem Andachtsbuch Sonne und Schild. Evangelischer Tageskalender) vom Dachverband der evangelischen Blinden- und evangelischen Sehbehindertenseelsorge (DeBeSS) herausgegeben.
Es gibt auch kostenlose Software zur Darstellung der Losungen auf Computern und mobilen Geräten. Im Jahr 2014 hat die Herrnhuter Brüdergemeine in Zusammenarbeit mit dem Friedrich Reinhardt Verlag die täglichen Losungen als App herausgegeben. Wegen Lizenzgebühren ist diese kostenpflichtig geworden, von freien Entwicklern herausgegebene kostenlose Apps konnten nicht mehr verwendet werden. Diese Veränderungen und technische Unzulänglichkeiten der neuen App haben zu teilweise heftigen Reaktionen von Seiten zahlreicher Nutzer geführt, besonders in den Kundenrezensionen der App-Stores gab es – gepaart mit grundsätzlichen Fragen zum Thema Kommerzialisierung – Kritik.

## Verbreitung

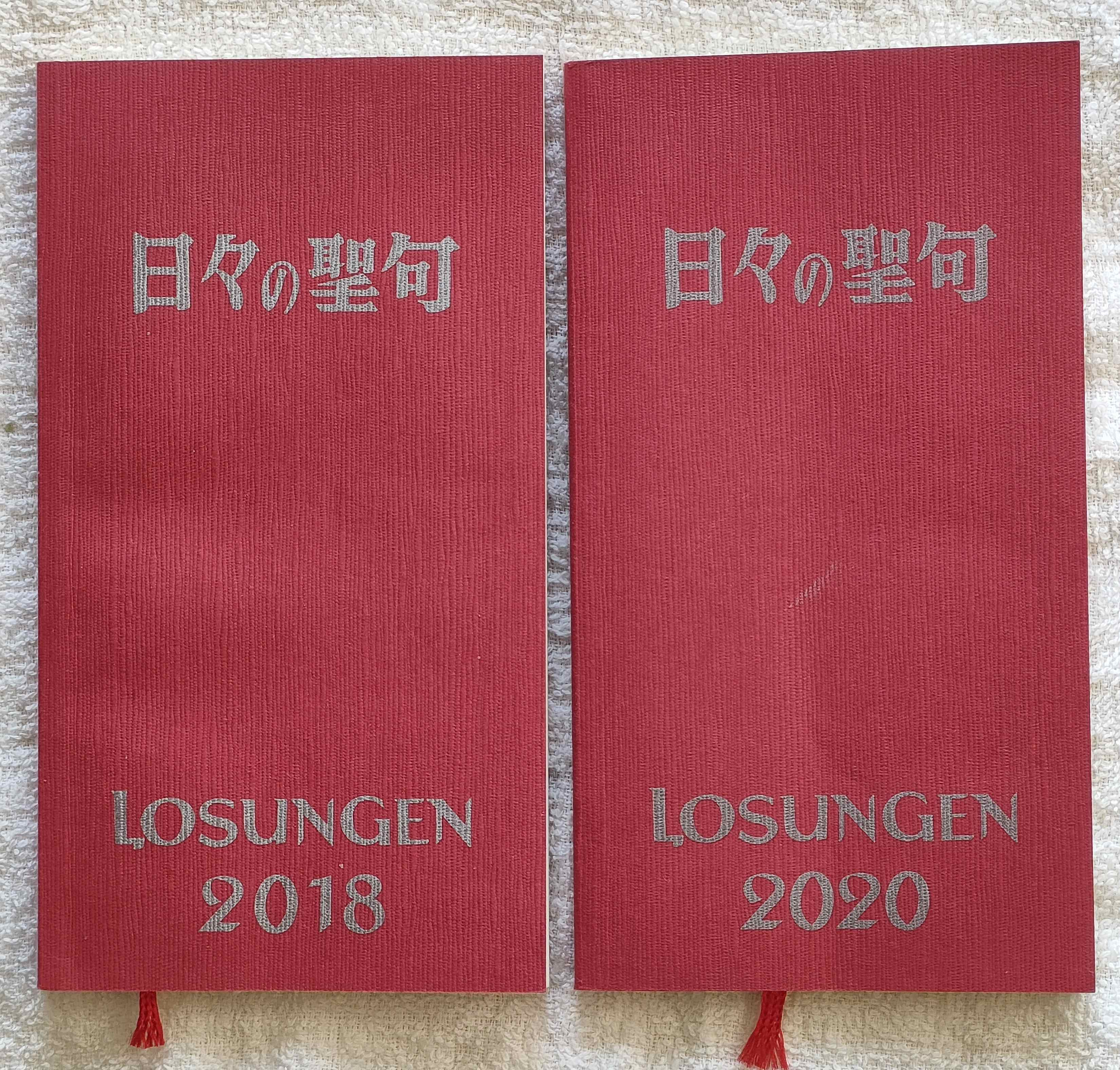
Japanische Ausgaben (2018 und 2020)

Die Losungen sind unter Christen weltweit verbreitet und werden in viele Sprachen übersetzt (2018 in 61 Sprachen). Dabei werden die Bibeltexte, wenn möglich, aus den Bibelausgaben in der jeweiligen Sprache ausgesucht; in Deutschland folgen die Texte der aktuellen Luther-Übersetzung. Der Dritte Text wird aus dem Liedgut und der Frömmigkeit des jeweiligen Kulturkreises gewählt. In manchen Ausgaben gibt es noch zwei Liedverse, je einen zur Losung und zum Lehrtext. Seit 2016 gibt es die Losungen auch auf Aramäisch – der Sprache von Jesus von Nazareth –, die in einer ersten Auflage von 10.000 Stück erscheinen.
In deutscher Sprache erscheinen die Losungen in über einer Million Exemplaren. Weitere Sprachen sind:
| Sprache                       | Name der Losungen                                                      | Seit                 |
| Afrikaans                     | Teksboek van die Broederkerk                                           | vor 2012             |
| Albanisch                     | Fjalët e ditës                                                         | 2005                 |
| Amerikanisch                  | Daily Texts of the Moravian Church – Daily Watchwords                  | 1743                 |
| Amharisch                     |                                                                        | vor 2012             |
| Arabisch                      | آيات كتابية يومية للغذاء الروحي                                        | 2000                 |
| Aramäisch                     |                                                                        | 2016                 |
| Basaa (Bassa)                 | MÌNTƆLƆ̂K MI BIƁÀŊGA NÌ MÌNLÒŊ MI KAÀT PUBI                             | 1980                 |
| Batak-Sprachen                |                                                                        | vor 2012             |
| Bemba                         | Amashiwi Ya Kubelenga Cila Bushiku                                     | 2010                 |
| Bulgarisch                    | С Божието слово всеки ден – лозинги                                    | vor 2012             |
| Chichewa                      |                                                                        | vor 2012             |
| Chinesisch                    | Christian Watch-Word – Ausgabe Hongkong                                | 1953                 |
| Dänisch                       | Guds ord til hver dag – Løsensbogen                                    | 1888                 |
| Deutsch                       | Die täglichen Losungen und Lehrtexte der Brüdergemeine                 | 1731                 |
| Englisch                      | Daily Watchwords (The Moravian Text Book)                              | 1740                 |
| Estnisch                      | Vaimulikud loosungid                                                   | vor 2012             |
| Farsi (Persisch)              | راه حل هاى روزانه                                                      | 2014                 |
| Finnisch                      | Päivän Tunnussana                                                      | 1905                 |
| Französisch                   | Paroles et Textes                                                      | 1741                 |
| Georgisch                     |                                                                        | 2010                 |
| Griechisch (neutestamentlich) | Ursprachenausgabe Losungen (zusammen mit biblischem Hebräisch)         | 1995                 |
| Hebräisch (alttestamentlich)  | Ursprachenausgabe Losungen (zusammen mit biblischem Griechisch)        | 1995                 |
| Hindi                         |                                                                        | vor 2012             |
| Indonesisch                   | Puji dan janji                                                         | 1981                 |
| Inuktetuk (Inuktitut)         |                                                                        | vor 2012             |
| Isländisch                    | Lykilorð                                                               | 2006                 |
| Italienisch                   | Letture Quotidiane Bibliche dei fratelli moravi. Un giorno, una parola | vor 2012             |
| Japanisch                     | 『日々の聖句』                                                         | 1939                 |
| Kirundi                       |                                                                        | 2013                 |
| Koreanisch                    | 말씀, 그리고 하루 헤른후트 기도서                                      | 2009                 |
| Kroatisch                     | Lozinke                                                                | 1998                 |
| Lettisch                      | Lozungi                                                                | vor 2012             |
| Litauisch                     |                                                                        | vor 2012             |
| Mayangna (Misumalpa)          |                                                                        | 2007                 |
| Miskito                       | Yua Bani Bila Nani                                                     | vor 2012             |
| Nepali                        |                                                                        | vor 2012             |
| Niederländisch                | Dagteksten                                                             | 1999                 |
| Oriya (Odia)                  |                                                                        | vor 2012             |
| Oshivambo                     |                                                                        | (2012 nicht erwähnt) |
| Pedi                          |                                                                        | vor 2012             |
| Plattdüütsch                  | Losungen auf Plattdeutsch                                              | 2016                 |
| Polnisch                      | Z Biblią na co dzień                                                   | vor 2012             |
| Portugiesisch                 | Senhas Diárias                                                         | 1973                 |
| Rongmei-Naga                  |                                                                        | vor 2012             |
| Ruanda (Kinyarwanda)          |                                                                        | vor 2012             |
| Rumänisch                     |                                                                        | vor 2012             |
| Russisch                      | Слово Божье на каждый день (dt. „Gottes Wort für jeden Tag“)           | vor 2012             |
| Schwedisch                    | Dagens Lösen                                                           | 1884                 |
| Setswana (Tswana)             |                                                                        | vor 2012             |
| Siswati (Swati)               |                                                                        | vor 2012             |
| Slowakisch                    | Tesnou Bránou                                                          | 1992                 |
| Sorbisch                      | Hesła                                                                  | 2011                 |
| Sotho (Sesotho)               |                                                                        | 2012                 |
| Spanisch                      | Lecturias Diarias                                                      | vor 2012             |
| Sranan Tongo (Surinamisch)    | Bijbel-Almanak ofoe Dei Boekoe                                         | vor 2012             |
| Swahili (Suaheli)             | Kiongozi Kalenda                                                       | vor 2012             |
| Tibetisch                     |                                                                        | vor 2012             |
| Timbuku (Mbukushu)            |                                                                        | (2012 nicht erwähnt) |
| Tok Pisin                     | Givim Mipela Kaikai Bilong Dispela De                                  | 2016                 |
| Tschechisch                   | Hesla Jednoty bratrské                                                 | 1758                 |
| Türkisch                      |                                                                        | vor 2012             |
| Ungarisch                     | Útmutató – A Biblia rendszeres olvasásához                             | vor 2012             |
| Venda (Tshivenda)             |                                                                        | vor 2012             |
| Vietnamesisch                 |                                                                        | (2012 nicht erwähnt) |
| Xhosa (isiXhosa)              | Isalatiso Se-Moriva                                                    | vor 2012             |
| Zulu (isiZulu)                |                                                                        | vor 2012             |